# Molinia caerulea
La molinia  (Molinia caerulea) es una hierba de la familia de las gramíneas.

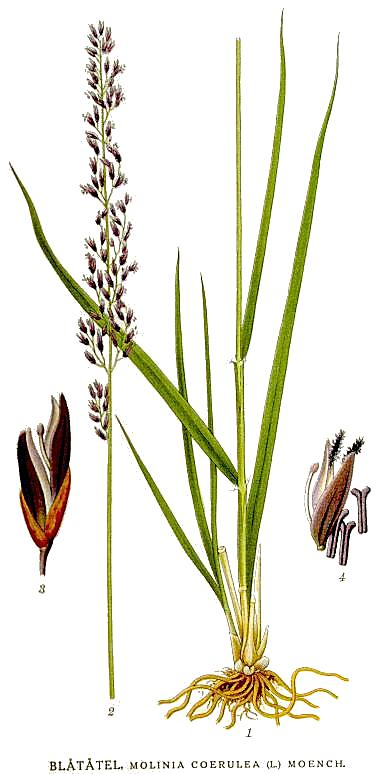
Ilustración

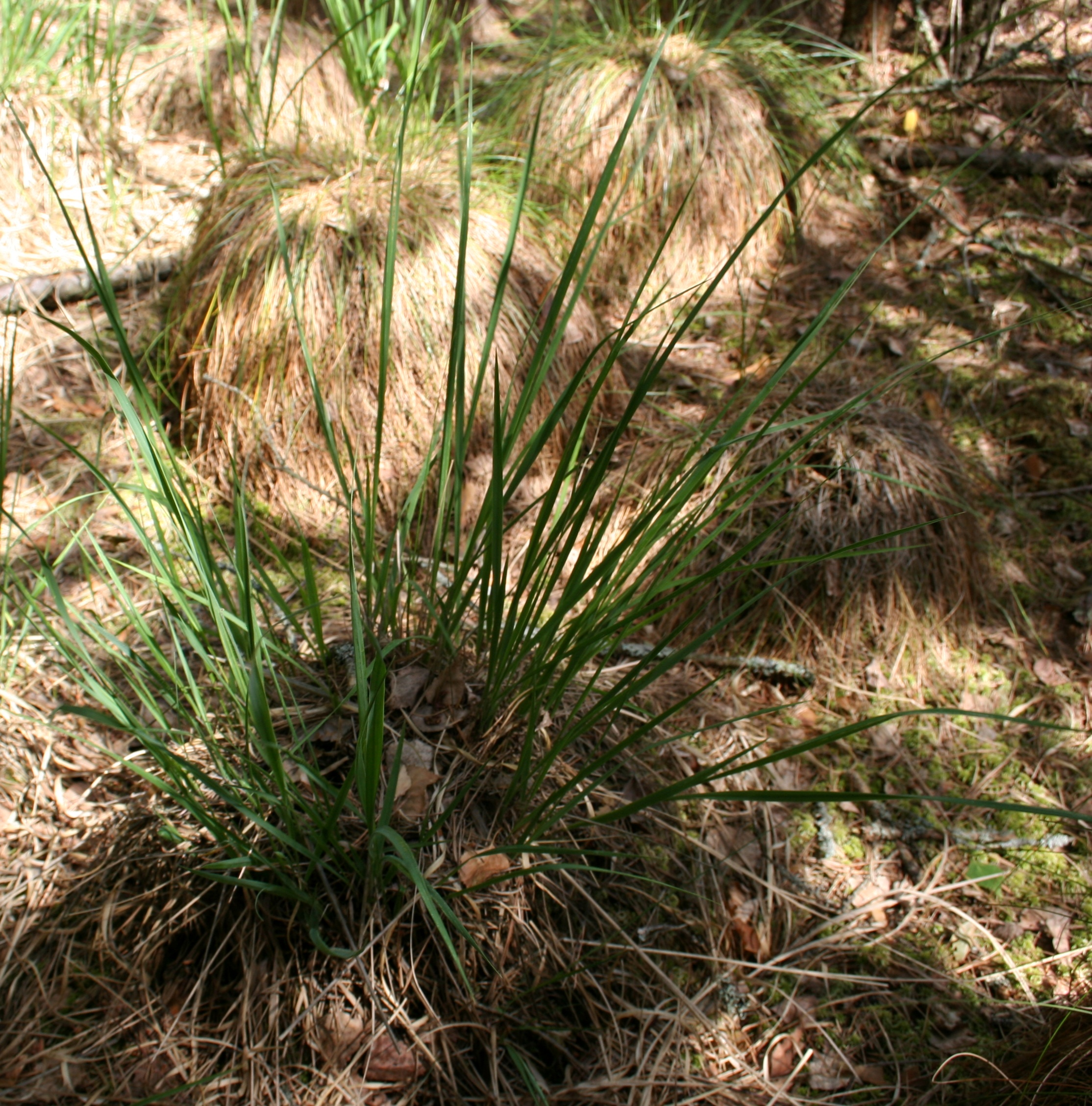
Vista de la planta en su hábitat

## Descripción
Hierba perenne, cespitosa. Tallos erectos, nudosos, rígidos, de hasta 2,5 m de altura. Hojas lineares, planas o algo enrolladas en sentido transversal, rígidas, de hasta 12 mm de anchura. Flores en panícula ramosa de hasta 40 cm de longitud; espiguillas lateralmente comprimidas, frecuentemente teñidas de púrpura, con 1 a 4 flores; lema sin arista; pálea de aproximadamente el mismo tamaño que la lema. Fruto en cariopsis. Florece en primavera y verano.

## Distribución y hábitat
Euroasiática. Hemicriptófito. Prados húmedos, zonas higroturbosas y márgenes de arroyos.

## Taxonomía
Molinia caerulea fue descrita por (L.) Moench y publicado en Methodus Plantas Horti Botanici et Agri Marburgensis : a staminum situ describendi 183. 1794.
Citología
Número de cromosomas de Molinia caerulea (Fam. Gramineae) y táxones infraespecíficos: 2n=36
Sinonimia
- Aira atrovirens Thuill.
- Aira caerulea L.
- Amblytes caerulea Dulac
- Arundo agrostis Lapeyr. ex Willk. & Lange
- Cynodon caeruleus (L.) Raspail
- Enodium atrovirens Dumort.
- Enodium caeruleum Gaudin
- Enodium litorale Rchb. ex Kunth
- Enodium sylvaticum Link
- Festuca caerulea (L.) DC.
- Hydrochloa caerulea (L.) C. Hartm.
- Melica alpina G.Don ex D.Don
- Melica arundinacea Raeusch.
- Melica atrovirens (Thuill.) Le Turq.
- Melica caerulea (L.) L.
- Melica divaricata Meigen & Weniger
- Melica sylvatica Link ex Steud.
- Melica variabilis Schur
- Molinia altissima Link
- Molinia arundinacea Schrank
- Molinia bertinii Carrière
- Molinia depauperata Lindl. ex D.Don
- Molinia euxina Pobed.
- Molinia horanszkyi Milk.
- Molinia hungarica Milk.
- Molinia litoralis Host
- Molinia minor (Holandre) Holandre
- Molinia pocsii Milk.
- Molinia rivulorum Pomel
- Molinia simonii Milk.
- Molinia sylvatica (Link) Link
- Molinia ujhelyii Milk.
- Molinia varia Schrank
- Molinia variabilis Wibel
- Poa caerulea (L.) Bernh.[4][5]

## Nombre común
- Castellano: mansiega, masiega.[6]